# Municipio de Automba
El municipio de Automba (en inglés: Automba Township) es un municipio ubicado en el condado de Carlton en el estado estadounidense de Minnesota. En el año 2010 tenía una población de 140 habitantes y una densidad poblacional de 1,49 personas por km².

## Geografía
El municipio de Automba se encuentra ubicado en las coordenadas 46°33′57″N 93°1′28″O / 46.56583, -93.02444. Según la Oficina del Censo de los Estados Unidos, el municipio tiene una superficie total de 94.25 km², de la cual 94,22 km² corresponden a tierra firme y (0,04 %) 0,04 km² es agua.

## Demografía
Según el censo de 2010, había 140 personas residiendo en el municipio de Automba. La densidad de población era de 1,49 hab./km². De los 140 habitantes, el municipio de Automba estaba compuesto por el 93,57 % blancos, el 4,29 % eran amerindios y el 2,14 % eran de una mezcla de razas. Del total de la población el 0 % eran hispanos o latinos de cualquier raza.